# Haruspex defectus
Haruspex defectus är en skalbaggsart som beskrevs av Cockerell 1926. Haruspex defectus ingår i släktet Haruspex och familjen långhorningar. Inga underarter finns listade i Catalogue of Life.